# Městské muzeum Františkovy Lázně
Městské muzeum ve Františkových Lázních má svůj počátek v roce 1912, kdy se prostřednictvím sbírky mezi františkolázeňskými občany začaly shromažďovat historické předměty pro budoucí městské muzeum. Po podpoření této iniciativy tehdejším starostou Františkových Lázní Eugenem Loimannem, se v červnu roku 1913 přenesla celá záležitost do kompetence města. Muzeu byly společně s městskou knihovnou vyhrazeny první skromné prostory v domě „Aeskulap“ v Karlově ulici (dnes Americká ul., dům č. 131/9). Nyní sídlí v Dlouhé ulici č. p. 194/4 v bývalém "Hasičském domě". Pod správu městského muzea patří ministeriální hrad Seeberg a také Národní přírodní rezervace Soos.

## Dějiny muzea
Mezi první sbírkové soubory patřila mineralogická sbírka Antona Martiuse a pravěké nálezy z františkolázeňského rašeliniště, které muzeu věnoval lázeňský lékař dr. Cartellieri.
Budování muzea přerušila první světová válka, po jejímž skončení se vedení muzea ujal významný regionální badatel Alois John, který proměnil nashromažděné předměty ve skutečnou muzejní expozici. Zlomovým obdobím byla pro muzeum
druhá světová válka, během které sbírky zmizely a muzeum takřka zaniklo. Sbírková činnost, během ktéré se začaly shromažďovat předměty po lázeňských domech a ke které byli vyzváni také občané města, byla obnovena teprve roku 1957 a expozice nově otevřena o čtyři roky později.

## Expozice muzea
Současná expozice muzea je zaměřena na historii města, či na dějiny balneologie a lázeňství. Návštěvníkům přiblíží vývoj města od doby odhalení Františkova pramene až po 20. století, místní architekturu a vývoj balneologických metod. Krom mnoha dalšího zde návštěvníci mohou zhlédnout historické pohledy lázní, dřevěný svod Františkova pramene z poloviny 18. století, nebo původní sochu „Františka“ od Adolfa Mayerla z roku 1923.

## Budova muzea
Původně byla vila č. p. 194 vybudována jako lázeňský dům pro členy Německého zemského hasičského spoklu v roce 1908. Dle architektonického pojetí stavby je velmi pravděpodobné, že jeho zpracovatelem byl nejvýznamnější františkolázeňský architekt Gustav Wiedermann.

## Akce v muzeu
V současné době pořádá muzeum přednášky na různorodá témata, především z oblasti historie, zoologie, nebo lázeňství. Mimo jiné jsou v galerii muzea pořádány výstavy známých malířů a výtvarníků. V letních měsících připravuje muzeum společně s městskou knihovnou letní kino "MU-KNI", v rámci kterého na muzejní zahradě promítají divákům klubové filmy. Každoročně se také zapojuje do festivalu Muzejních nocí, které zaštiťuje Asociace muzeí a galerií České republiky (AMG).

## Galerie

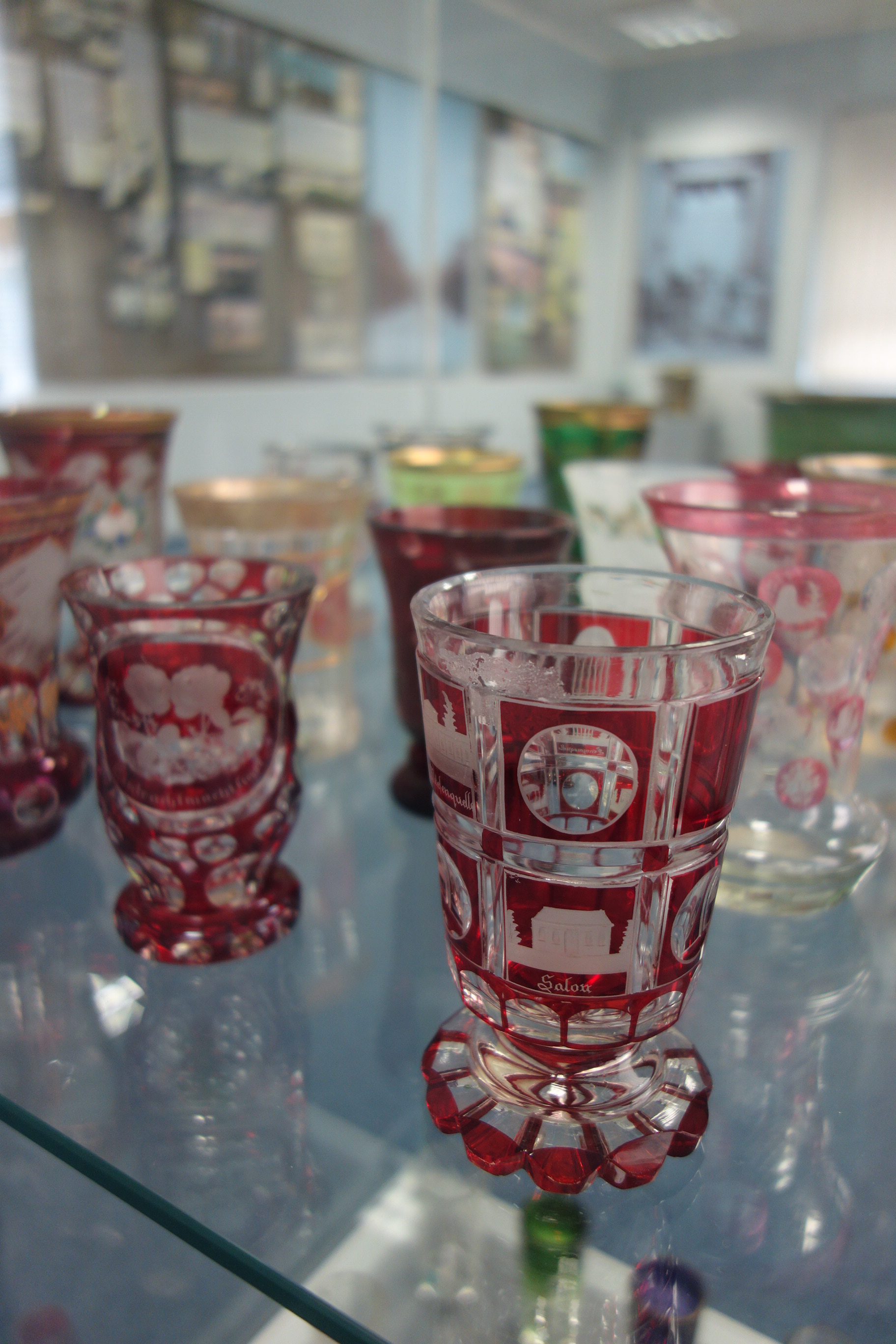
Sbírka lázeňských pohárků v expozici muzea
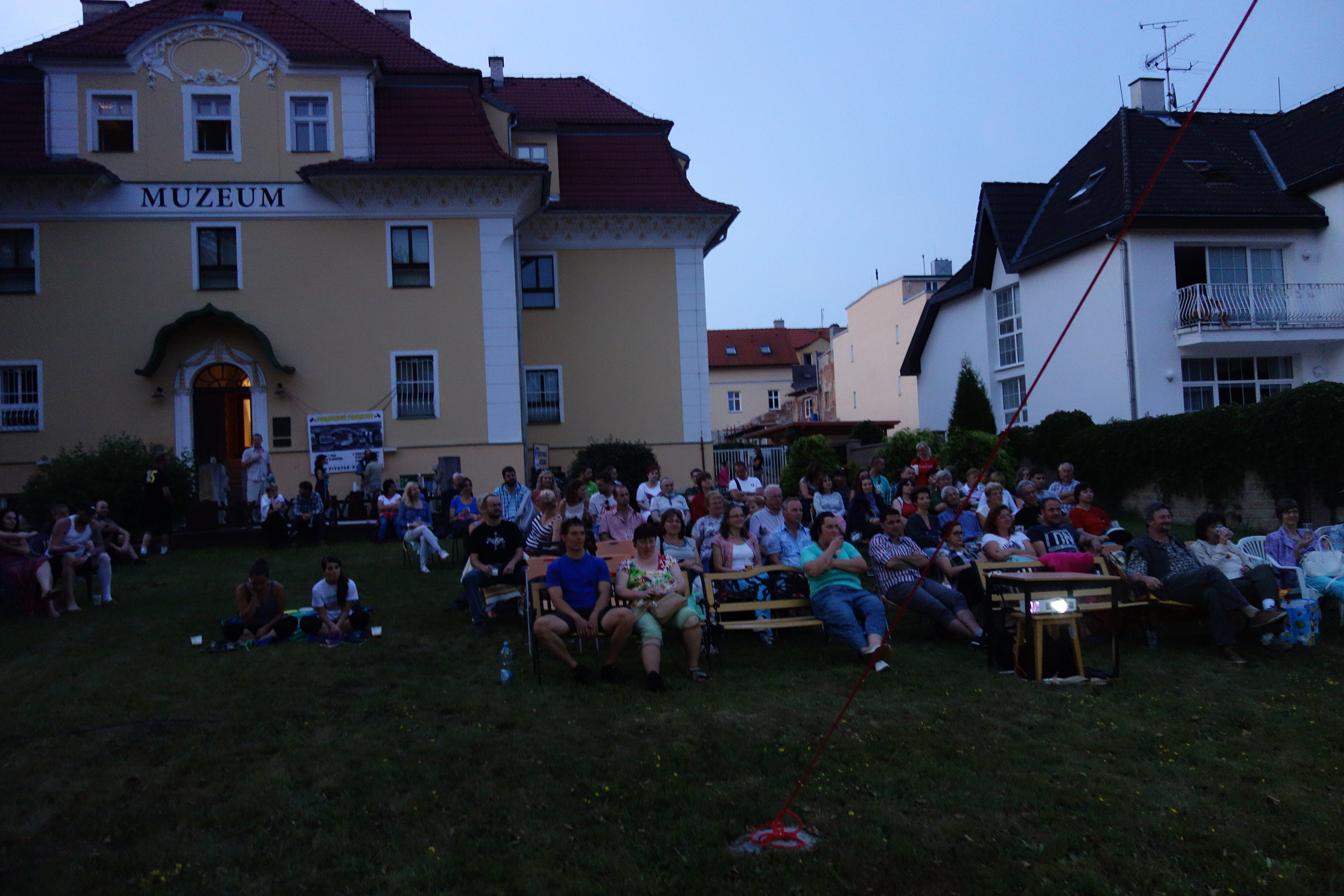
Promítání letního kina "MU-KNI" na zahradě městského muzea